# هادروت (شهرک)
هادروت (به ارمنی: Հադրութ به آذری: Xocavənd) یک شهرک در شهرستان خوجاوند در جمهوری آذربایجان است؛ همچنین مرکز استان هادروت در جمهوری آرتساخ است.

## خصوصیات
هادروت ۳٬۰۰۰ نفر جمعیت دارد.

## خواهرخوانده
شهرهای واغارشاپات و بربنک، کالیفرنیا خواهرخواندهٔ‌های هادروت (شهرک) هست.

## نگارخانه

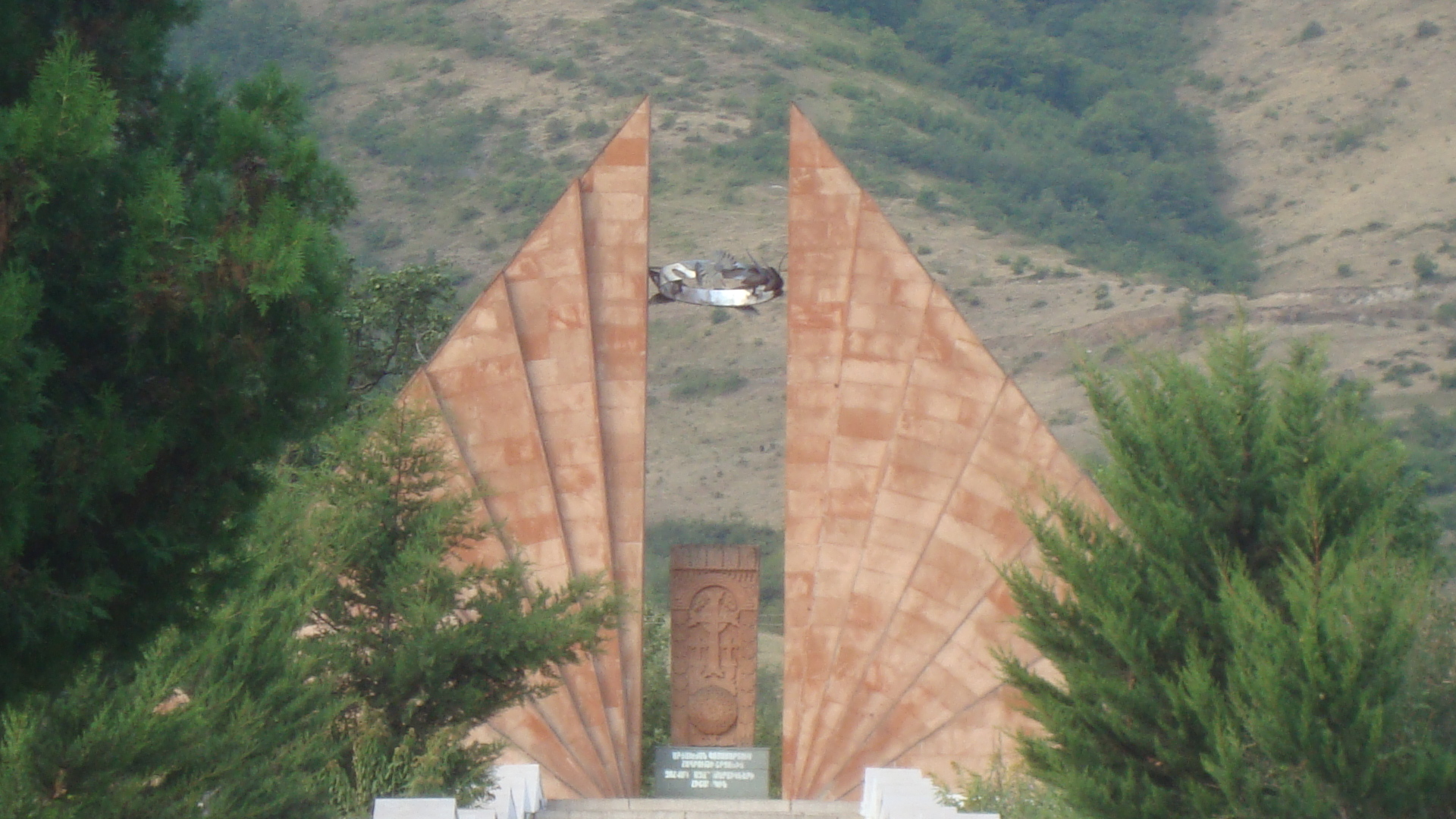
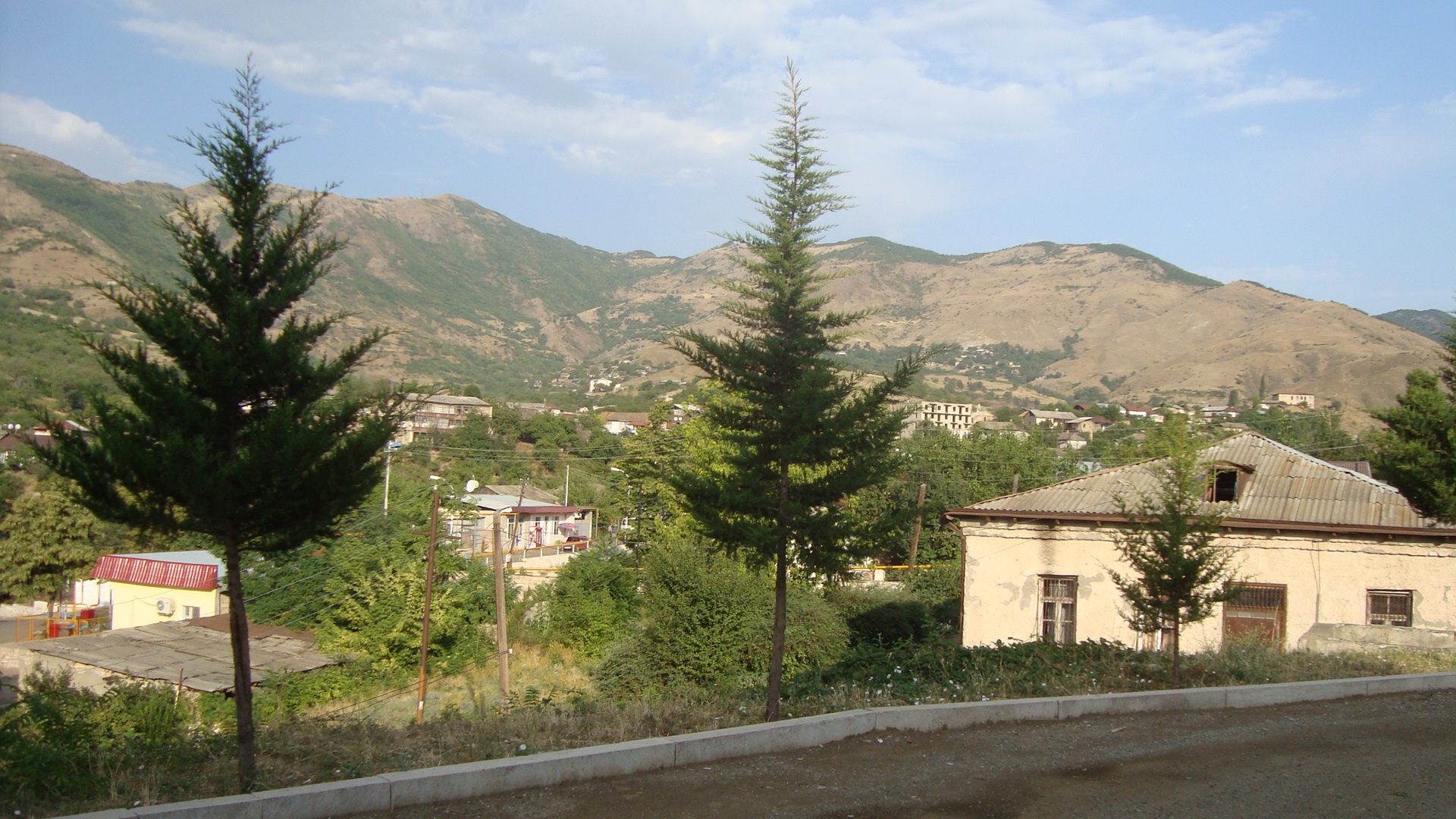
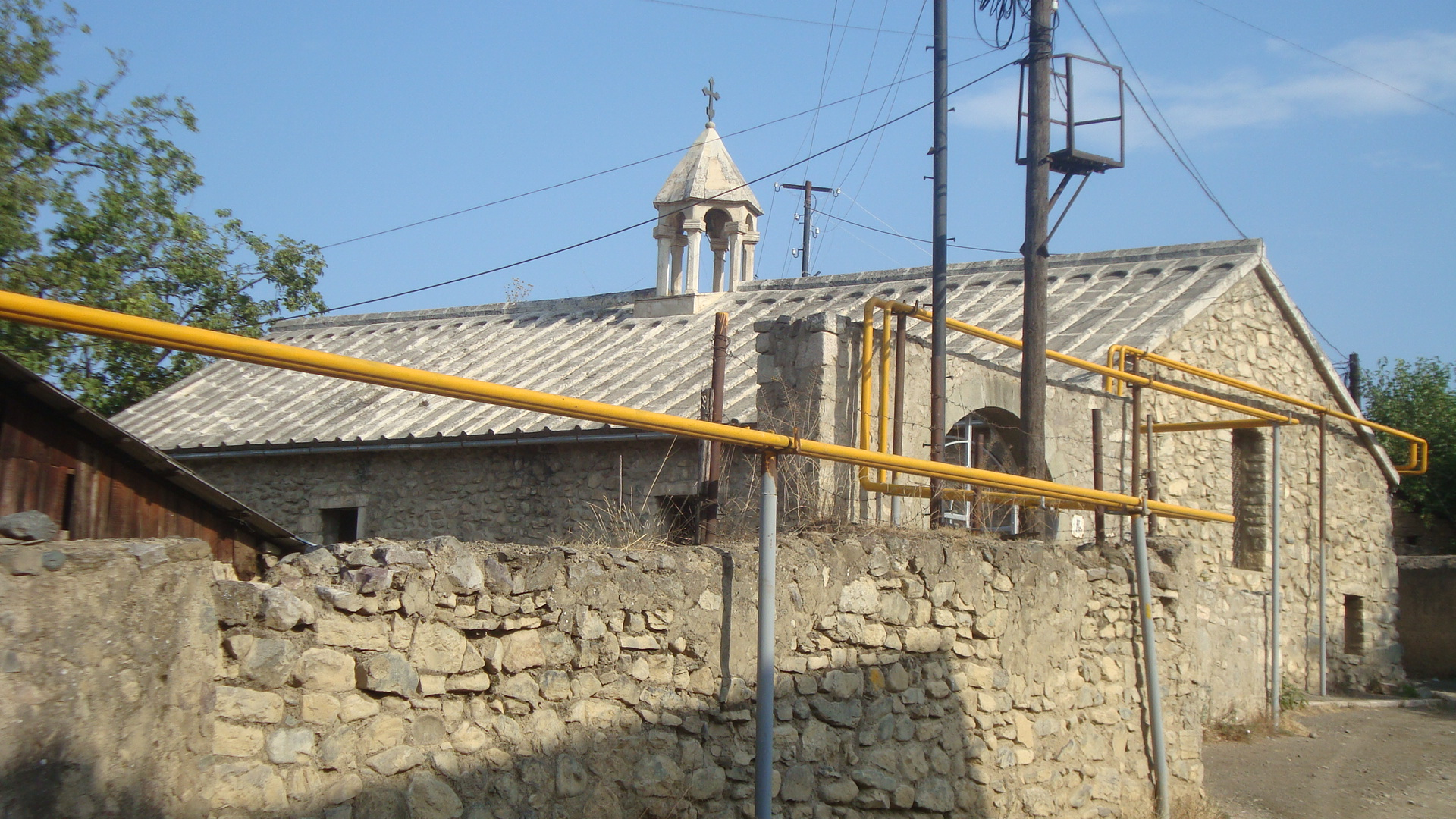
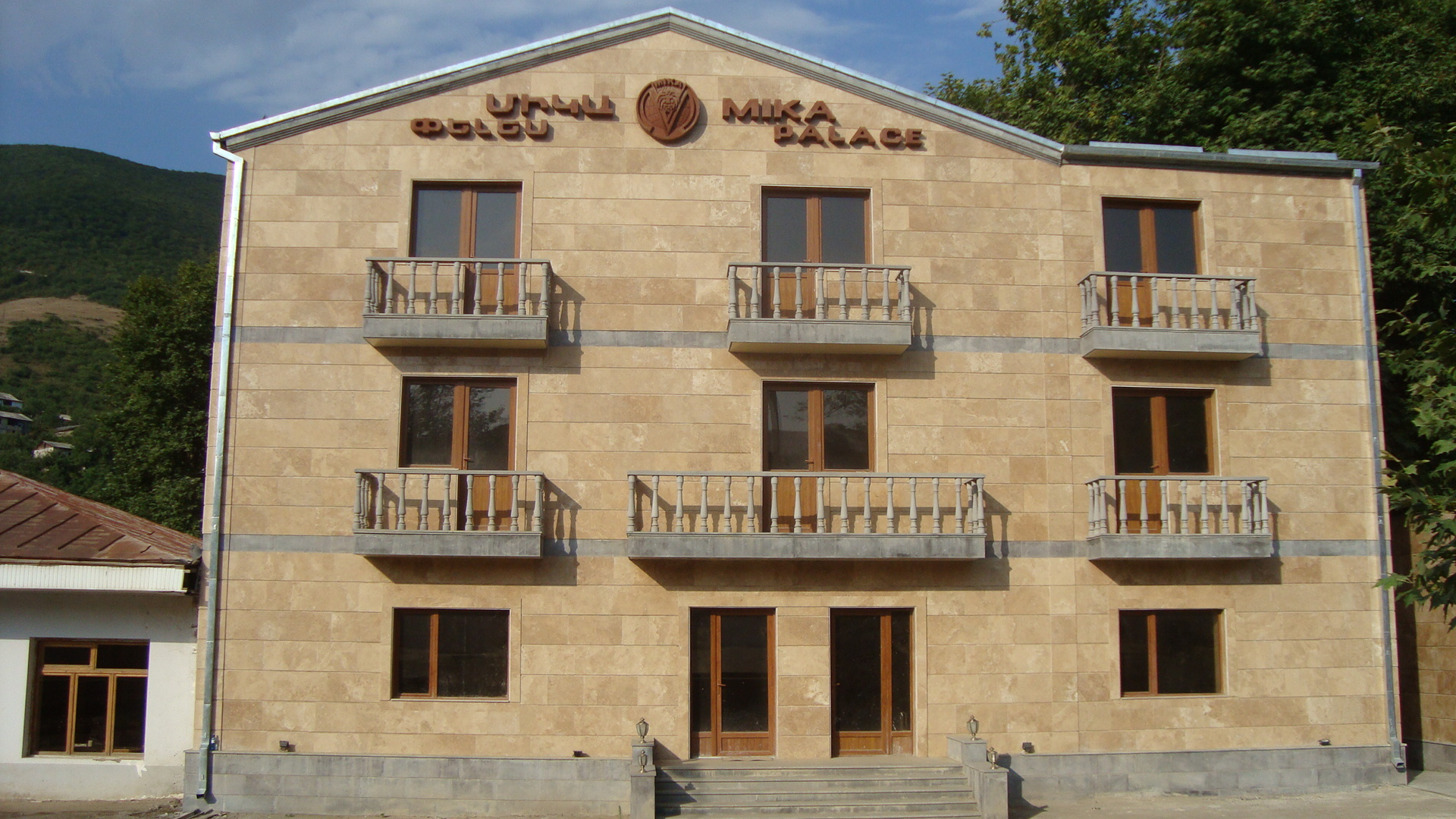
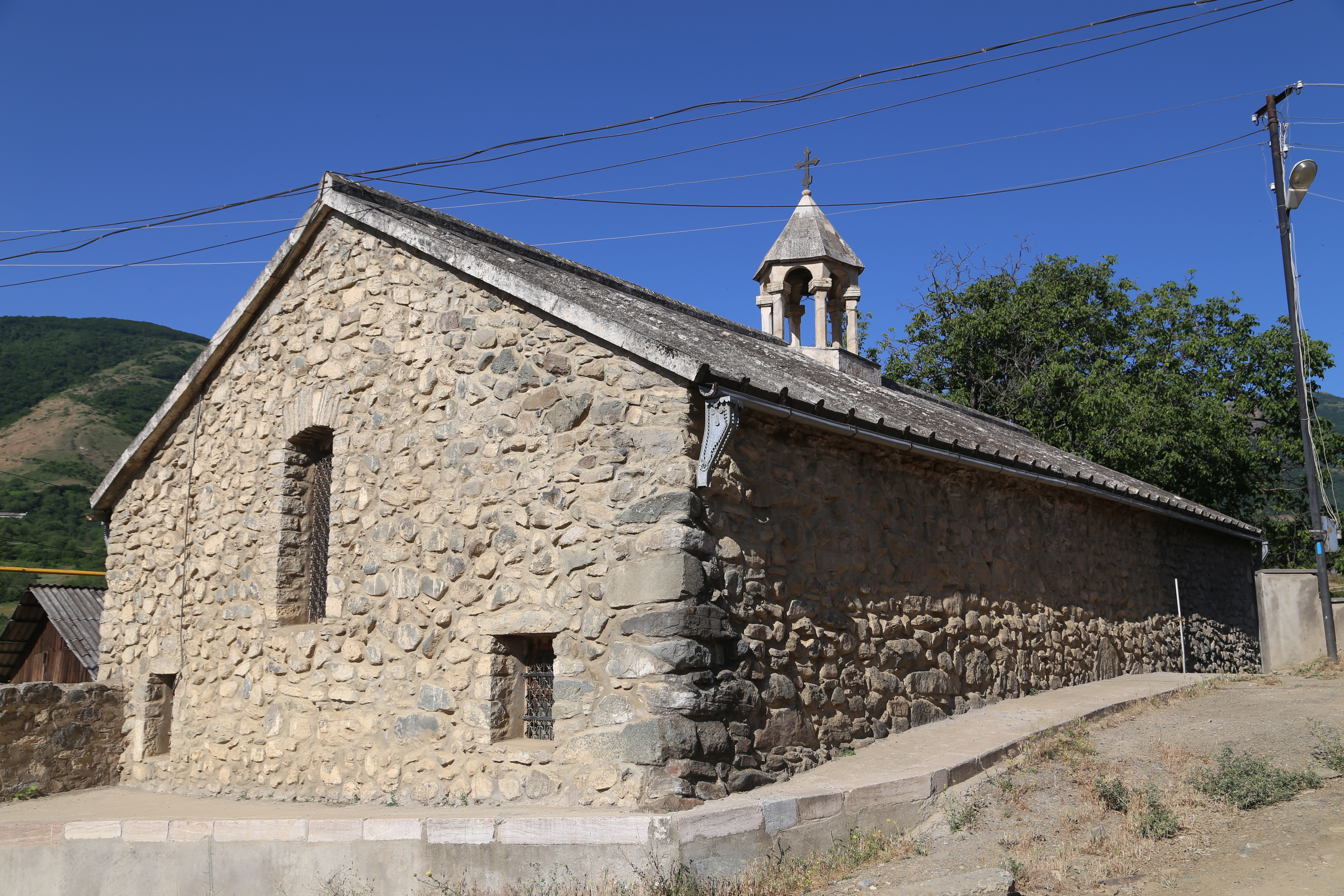

## آب و هوا
| داده‌های اقلیم هادروت                             | داده‌های اقلیم هادروت | داده‌های اقلیم هادروت | داده‌های اقلیم هادروت | داده‌های اقلیم هادروت | داده‌های اقلیم هادروت | داده‌های اقلیم هادروت | داده‌های اقلیم هادروت | داده‌های اقلیم هادروت | داده‌های اقلیم هادروت | داده‌های اقلیم هادروت | داده‌های اقلیم هادروت | داده‌های اقلیم هادروت | داده‌های اقلیم هادروت |
| ماه                                              | ژانویه               | فوریه                | مارس                 | آوریل                | مه                   | ژوئن                 | ژوئیه                | اوت                  | سپتامبر              | اکتبر                | نوامبر               | دسامبر               | سال                  |
| ------------------------------------------------ | -------------------- | -------------------- | -------------------- | -------------------- | -------------------- | -------------------- | -------------------- | -------------------- | -------------------- | -------------------- | -------------------- | -------------------- | -------------------- |
| میانگین بیش‌ترین °C (°F)                          | ۴٫۵ (۴۰)             | ۵٫۴ (۴۲)             | ۹٫۲ (۴۹)             | ۱۶٫۴ (۶۲)            | ۲۰٫۲ (۶۸)            | ۲۵٫۲ (۷۷)            | ۲۸٫۳ (۸۳)            | ۲۹٫۲ (۸۵)            | ۲۳٫۷ (۷۵)            | ۱۸٫۳ (۶۵)            | ۱۱٫۶ (۵۳)            | ۷٫۱ (۴۵)             | ۱۶٫۵۹ (۶۲)           |
| میانگین کم‌ترین °C (°F)                           | −۲٫۹ (۲۷)            | −۲٫۳ (۲۸)            | ۰٫۸ (۳۳)             | ۶٫۵ (۴۴)             | ۱۰٫۸ (۵۱)            | ۱۴٫۹ (۵۹)            | ۱۸٫۰ (۶۴)            | ۱۶٫۹ (۶۲)            | ۱۳٫۹ (۵۷)            | ۸٫۸ (۴۸)             | ۳٫۷ (۳۹)             | −۰٫۴ (۳۱)            | ۷٫۳۹ (۴۵٫۳)          |
| بارندگی میلی‌متر (اینچ)                           | ۲۲ (۰٫۸۷)            | ۲۸ (۱٫۱)             | ۴۲ (۱٫۶۵)            | ۵۴ (۲٫۱۳)            | ۷۹ (۳٫۱۱)            | ۵۹ (۲٫۳۲)            | ۲۵ (۰٫۹۸)            | ۲۴ (۰٫۹۴)            | ۳۱ (۱٫۲۲)            | ۴۴ (۱٫۷۳)            | ۳۴ (۱٫۳۴)            | ۲۳ (۰٫۹۱)            | ۴۶۵ (۱۸٫۳)           |
| منبع: http://en.climate-data.org/location/52897/ |                      |                      |                      |                      |                      |                      |                      |                      |                      |                      |                      |                      |                      |